# Jeffrey Loria
Jeffrey H. Loria (20 de noviembre de 1940) es un hombre de negocios estadounidense. Este comerciante de arte fue propietario de los Miami Marlins, una franquicia deportiva profesional que forma parte de la Major League Baseball, desde 2002 hasta 2017.
En 2017, Loria vendió la franquicia de los Miami Marlins a un grupo liderado por Bruce Sherman y el ex-beisbolista de los Yankees, Derek Jeter, por $1.200 millones. 

## Controversia política
Durante el periodo de negociación para la compra de los Miami Marlins, se reportó una posible compra por parte de Charles Kushner, el padre del yerno de Donald Trump, por un valor de $1.600 millones. Los reportes indicaron que la transacción no fue completada porque simultáneamente la Administración de Trump se estaba planteando asignar a Loria como embajador de Francia.